# モーリス・シュレジンガー

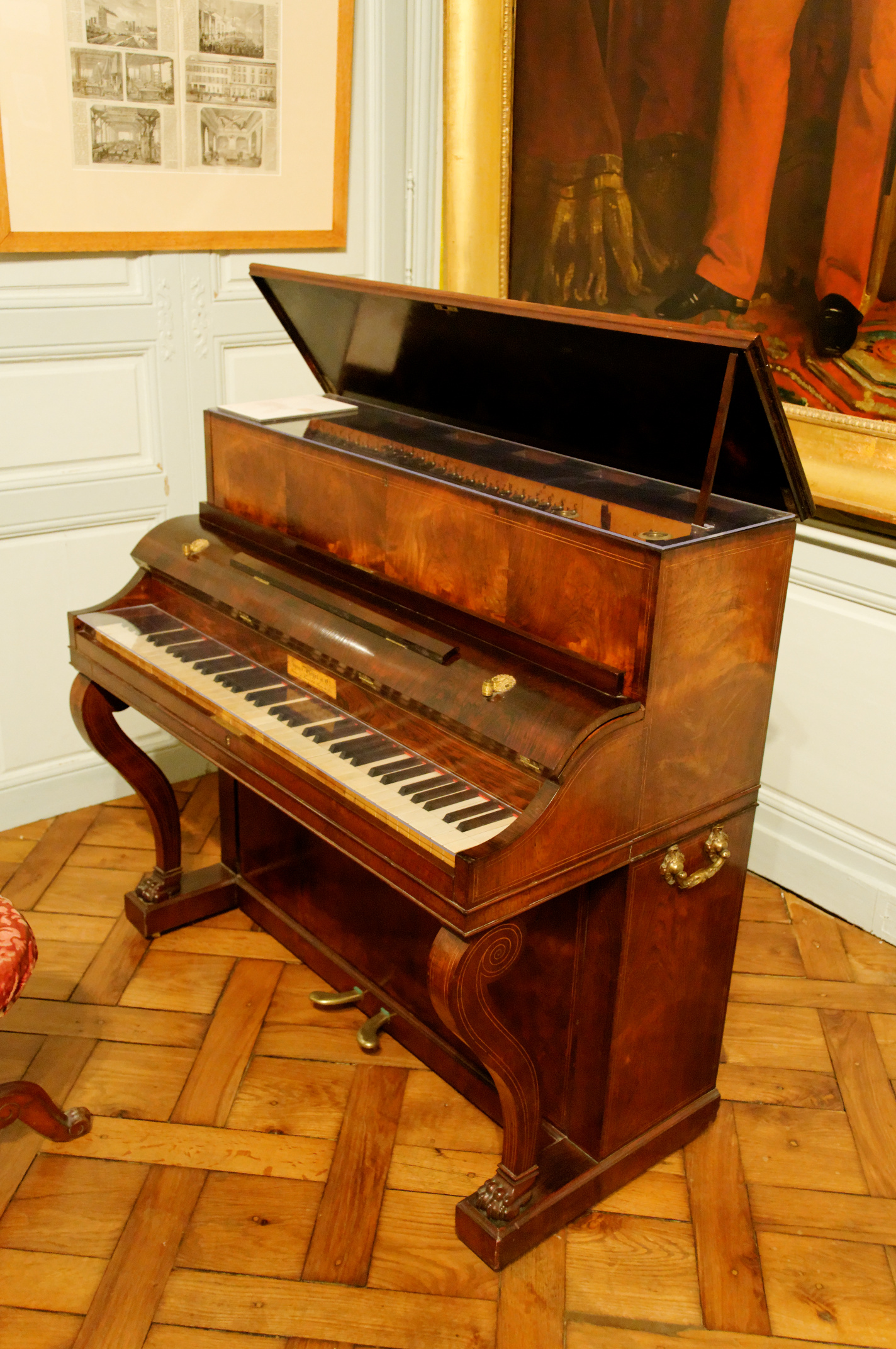
シュレジンガーが所有していたプレイエル社製のピアニーノ

モーリッツ・アドルフ・シュレジンガー（Moritz Adolf Schlesinger, 1798年10月30日 - 1871年2月25日）は、ドイツの音楽編集者。フランスでキャリアを築いたことから、フランス名でモーリス・シュレザンジェ（Maurice Schlesinger）としても知られる。おそらく、シュレジンガーはギュスターヴ・フローベールの小説『感情教育』中の登場人物、アルヌーのモデルとなったことで最も記憶されるだろう。

## 生涯
シュレジンガーはベルリンに生まれた。父は音楽雑誌『Berliner allgemeine musikalische Zeitung』を創刊したアドルフ・マルティン・シュレジンガーである。1815年にパリへと移り住んだシュレジンガーは1821年に父の会社と密接に関係した音楽出版社を設立、その後の生涯をパリで過ごす。1834年には古典音楽と当時の音楽を手ごろな価格で提供するという目的を掲げ、出版協会を立ち上げている。シュレジンガーはモーツァルト、ハイドン、ウェーバー、ベートーヴェン、フンメル、マイアベーア、ベルリオーズらの作品を世に送り出した。編曲者、記者としてシュレジンガーに雇用されていたワーグナーは、記者として1840年から1841年にパリへと赴いた際、リストと初めて出会っている。
音楽雑誌『Gazette musicale』を立ち上げたシュレジンガーは、後にフランソワ＝ジョゼフ・フェティスの『Revue musicale』誌と統合させた。その後1846年になると、雑誌に関する自らの権利をかつての従業員だったLouis Brandusへと売却している。
シュレジンガーはバーデン＝バーデンに没した。
シュレジンガー社は、その後複数経営者が変わったが、1899年に廃業した。